# Іден (Міссісіпі)
Іден (англ. Eden) — селище (англ. village) в США, в окрузі Язу штату Міссісіпі. Населення — 133 особи (2020).

## Географія
Іден розташований за координатами 32°59′1″ пн. ш. 90°19′26″ зх. д. / 32.98361° пн. ш. 90.32389° зх. д. (32.983710, -90.323957).  За даними Бюро перепису населення США в 2010 році селище мало площу 1,23 км², уся площа — суходіл.

## Демографія
Згідно з переписом 2010 року, у селищі мешкали 103 особи в 39 домогосподарствах у складі 27 родин. Густота населення становила 84 особи/км².  Було 43 помешкання (35/км²).
Расовий склад населення:
| - 51,5 % — білих - 43,7 % — чорних або афроамериканців - 1,0 % — осіб інших рас |

До двох чи більше рас належало 3,9 %. Частка іспаномовних становила 8,7 % від усіх жителів.
За віковим діапазоном населення розподілялося таким чином: 29,1 % — особи молодші 18 років, 59,2 % — особи у віці 18—64 років, 11,7 % — особи у віці 65 років та старші. Медіана віку мешканця становила 38,8 року. На 100 осіб жіночої статі у селищі припадало 119,1 чоловіків;  на 100 жінок у віці від 18 років та старших — 102,8 чоловіків також старших 18 років.
За межею бідності перебувало 30,8 % осіб, у тому числі 33,3 % дітей у віці до 18 років та 0,0 % осіб у віці 65 років та старших.
Цивільне працевлаштоване населення становило 38 осіб. Основні галузі зайнятості: освіта, охорона здоров'я та соціальна допомога — 50,0 %, виробництво — 18,4 %, оптова торгівля — 10,5 %, фінанси, страхування та нерухомість — 7,9 %.